# Kawasaki VN 800 Drifter
Kawasaki VN 800 Drifter, také označovaná jako Kawasaki Vulcan 800 Drifter, je motocykl kategorie cruiser, vyvinutý firmou Kawasaki, vyráběný v letech 2000–2006. Větší model Kawasaki VN 1500 Drifter se stejnými liniemi byl ve výrobě od rok dříve.
Motocykl volně svými liniemi navazuje na klasický Indian Chief 1940, vzhledově především hlubokými blatníky. Žebrování válců je pouze ozdobné. Zadní odpružení je skryté.

## Technické parametry
- Rám:
- Suchá hmotnost vozidla: 246 kg
- Pohotovostní hmotnost vozidla: 267 kg
- Maximální rychlost:
- Spotřeba paliva: